# کاترین برشینیاک
 کاترین برشینیاک (انگلیسی: Catherine Bréchignac؛ زاده ۱۲ ژوئن ۱۹۴۶) یک دانشمند اهل فرانسه است.